# 安科貝爾
安科貝爾（Ankober）是埃塞俄比亞中部阿姆哈拉州北施瓦地區的小鎮，座標9°34′N 39°54′E / 9.567°N 39.900°E，海拔2,465米。根據埃塞俄比亞中央統計局2005年人口普查的資料，安科貝爾人口約2,288，其中男性1,114人，女性1,174人。